# Albert Lynch
Albert Lynch (* 26. September 1860 in Gleisweiler; † 1950 in Monaco) war ein deutsch-peruanischer Maler, der den Großteil seines Lebens in Frankreich verbrachte.

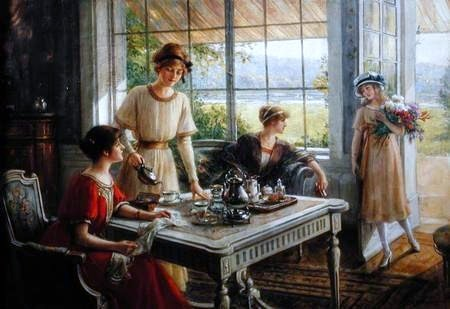
Damen beim Tee

## Leben
Albert Lynch kam als Sohn von Diego Lynch und Adele Kefler zur Welt. 1878 ging er nach Paris, um die École des Beaux-Arts zu besuchen, wo er bei Jules Achille Noël, Gabriel Ferrier und Henri Lehmann studierte. 1890 und 1892 stellte er im Pariser Salon aus, bei der Weltausstellung 1900 wurde er mit einer Goldmedaille ausgezeichnet und 1901 in die Ehrenlegion aufgenommen.
Er spezialisierte sich auf die Darstellung mondäner Damen von Welt, wobei er nur selten in Öl malte. Stattdessen waren Pastell, Gouache und Aquarell seine bevorzugten Techniken. Lynchs Arbeiten spiegeln die distinguierte Eleganz und Sorglosigkeit der Belle Époque wider.
Außerdem schuf er Buchillustrationen, etwa für Die Kameliendame von Alexandre Dumas d. J. oder Vater Goriot von Honoré de Balzac.

## Werke (Auswahl)

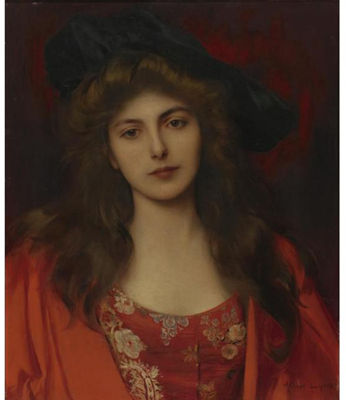
Roter Brokat, um 1890
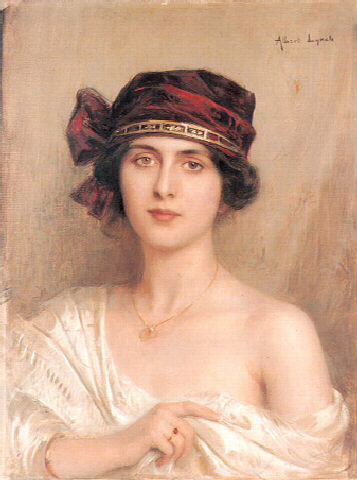
Bildnis einer jungen Frau, 1890
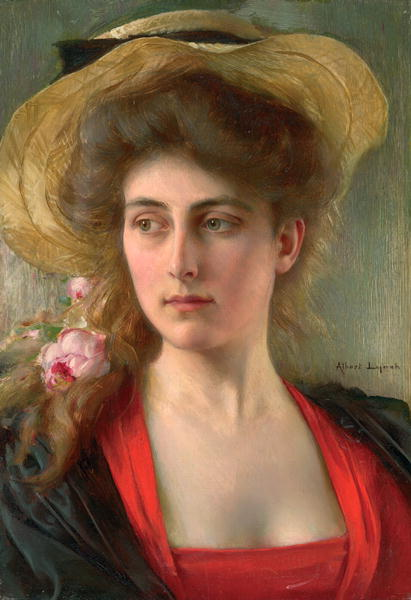
Elégante
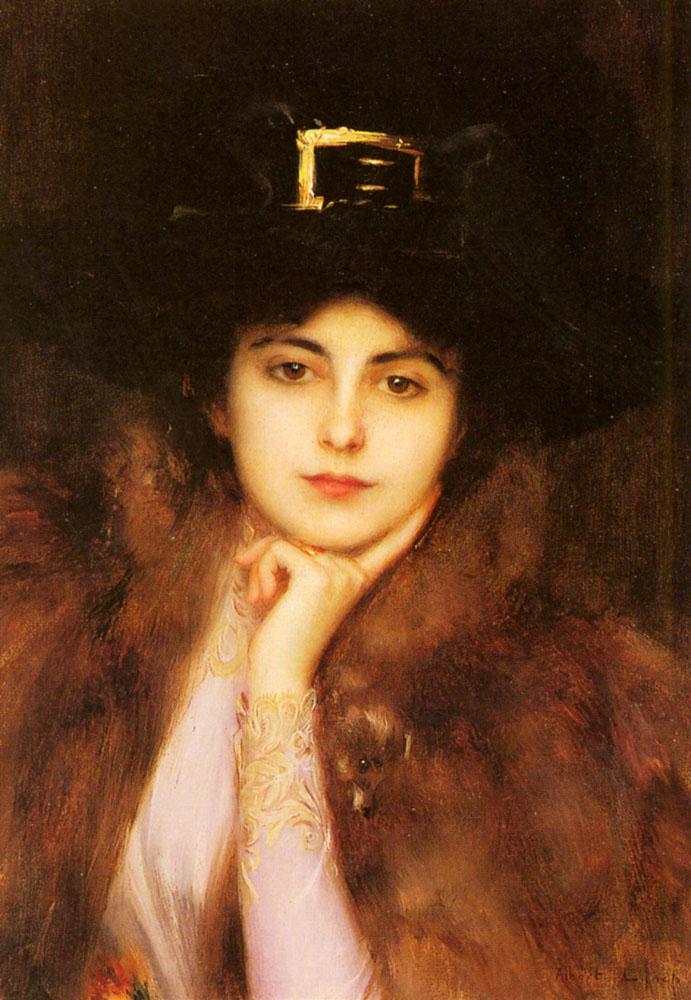
Bildnis einer eleganten Dame
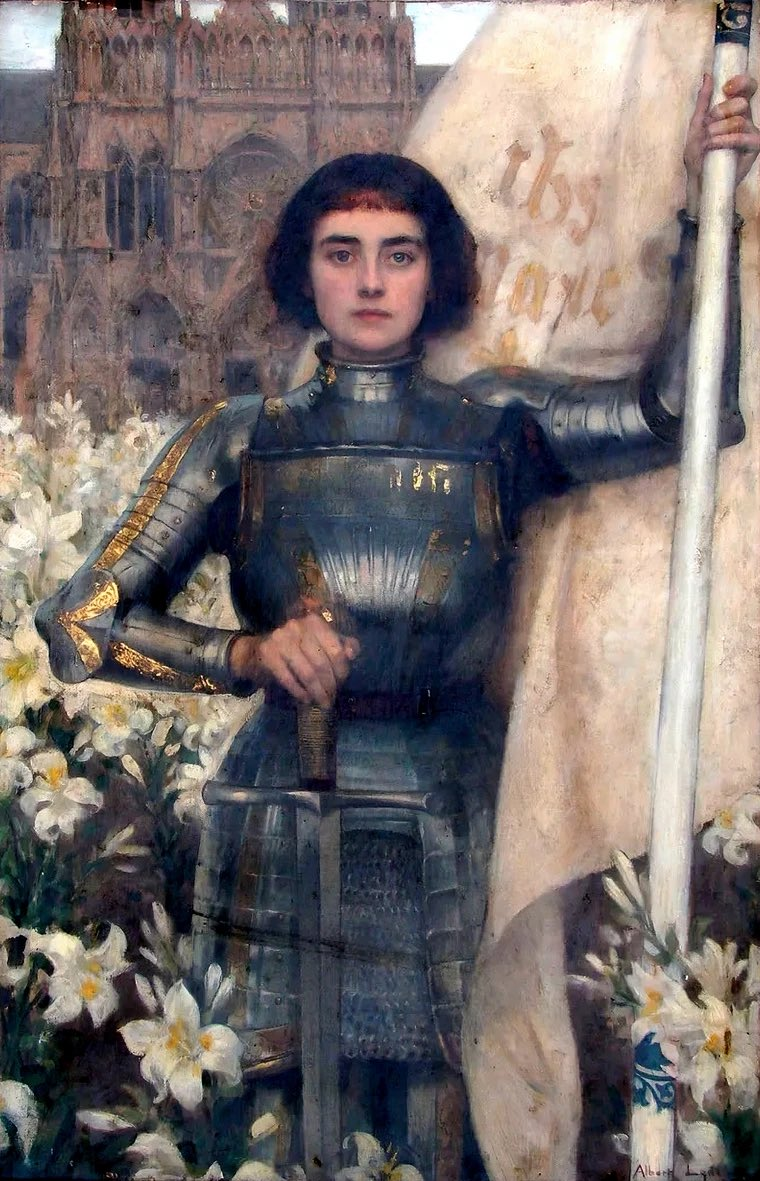
Jeanne d'Arc, 1901
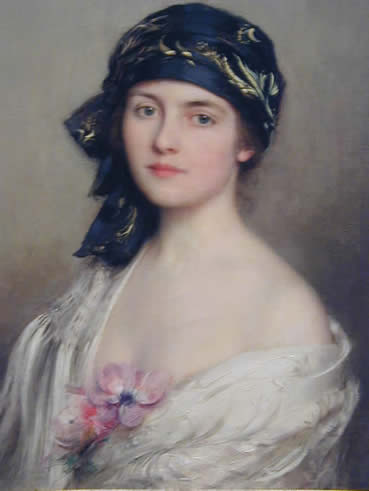
Dame mit schwarzem Turban
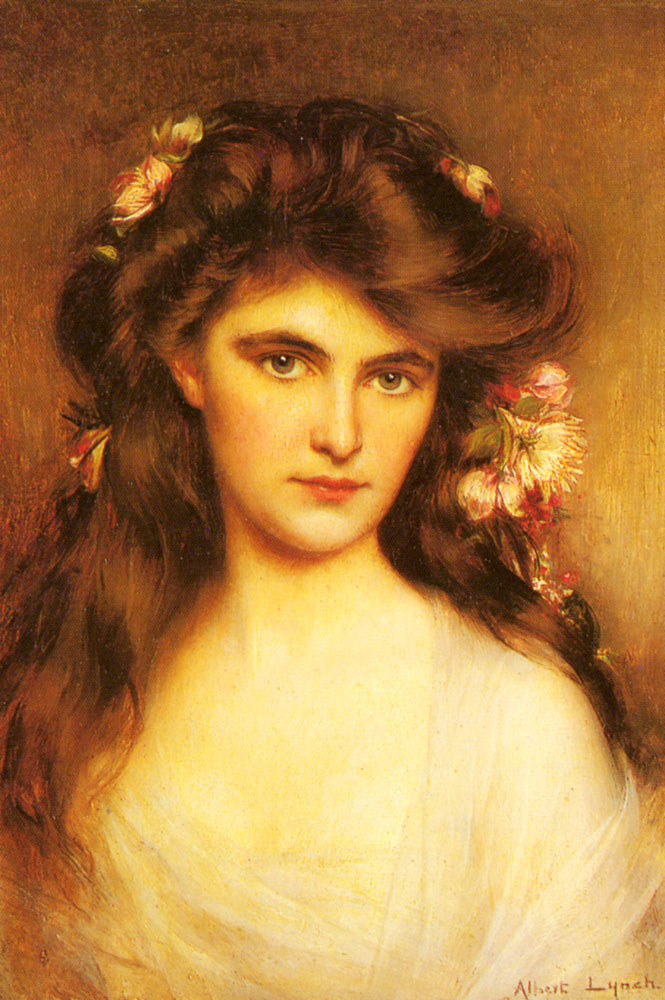
Junges Mädchen mit Blumen im Haar
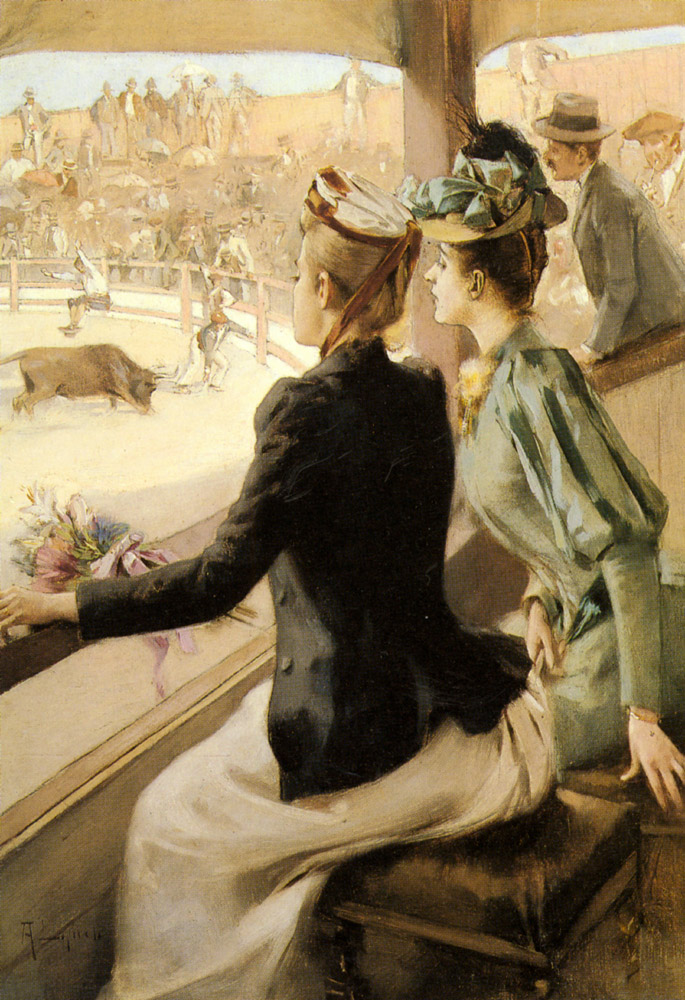
Beim Stierkampf